# Víctor Pecci sr.
Víctor Pecci sr. (Asunción, 15 oktober 1955) is een voormalige professionele tennisspeler uit Paraguay. Hij bereikte de finale van de Franse open kampioenschappen op Roland Garros in 1979, waarin hij onder meer won van Guillermo Vilas en Jimmy Connors, maar uiteindelijk verloor van Björn Borg. Hij won elf toernooien in het enkelspel en twaalf in het dubbelspel. Hij bereikte in 1980 ook de top-10 van de wereldranglijst.

## Resultaten grandslamtoernooien
| Legenda | Legenda                          |
| ------- | -------------------------------- |
| g.t.    | geen toernooi gehouden           |
| l.c.    | lagere categorie                 |
| –       | niet deelgenomen                 |
| G       | uitgeschakeld in de groepsfase   |
| 1R      | uitgeschakeld in de eerste ronde |
| 2R      | uitgeschakeld in de tweede ronde |
| 3R      | uitgeschakeld in de derde ronde  |
| 4R      | uitgeschakeld in de vierde ronde |
| KF      | uitgeschakeld in de kwartfinale  |
| HF      | uitgeschakeld in de halve finale |
| F       | de finale verloren               |
| W       | het toernooi gewonnen            |
| w-v     | winst/verlies-balans             |

### Enkelspel
| Toernooi        | 1974 | 1975 | 1976 | 1977 | 1977 | 1978 | 1979 | 1980 | 1981 | 1982 | 1983 | 1984 | 1985 | 1986 |
| --------------- | ---- | ---- | ---- | ---- | ---- | ---- | ---- | ---- | ---- | ---- | ---- | ---- | ---- | ---- |
| Australian Open | –    | –    | –    | –    | –    | –    | –    | 3R   | –    | 1R   | –    | –    | –    | –    |
| Roland Garros   | 1R   | –    | 2R   | 1R   | 1R   | 4R   | F    | 2R   | HF   | 2R   | 2R   | 1R   | 1R   | 1R   |
| Wimbledon       | –    | 2R   | 2R   | –    | –    | 1R   | 3R   | 3R   | 1R   | –    | –    | –    | 1R   | –    |
| US Open         | –    | 1R   | 2R   | 1R   | 1R   | 2R   | 3R   | 2R   | –    | –    | –    | –    | 1R   | –    |

### Mannendubbelspel
| Toernooi        | 1973 | 1974 | 1975 | 1976 | 1977 | 1977 | 1978 | 1979 | 1980 | 1981 | 1982 | 1983 | 1984 | 1985 | 1986 |
| --------------- | ---- | ---- | ---- | ---- | ---- | ---- | ---- | ---- | ---- | ---- | ---- | ---- | ---- | ---- | ---- |
| Australian Open | –    | –    | –    | –    | –    | –    | –    | –    | –    | –    | 1R   | –    | –    | –    | –    |
| Roland Garros   | 2R   | –    | –    | 2R   | –    | –    | 2R   | 1R   | –    | –    | –    | KF   | –    | –    | 1R   |
| Wimbledon       | 1R   | –    | 1R   | 2R   | –    | –    | 3R   | 1R   | –    | 1R   | –    | –    | –    | 1R   | –    |
| US Open         | –    | –    | 1R   | –    | 1R   | 1R   | KF   | –    | 1R   | –    | –    | –    | –    | 2R   | –    |